# Hippolyte Metdepenningen

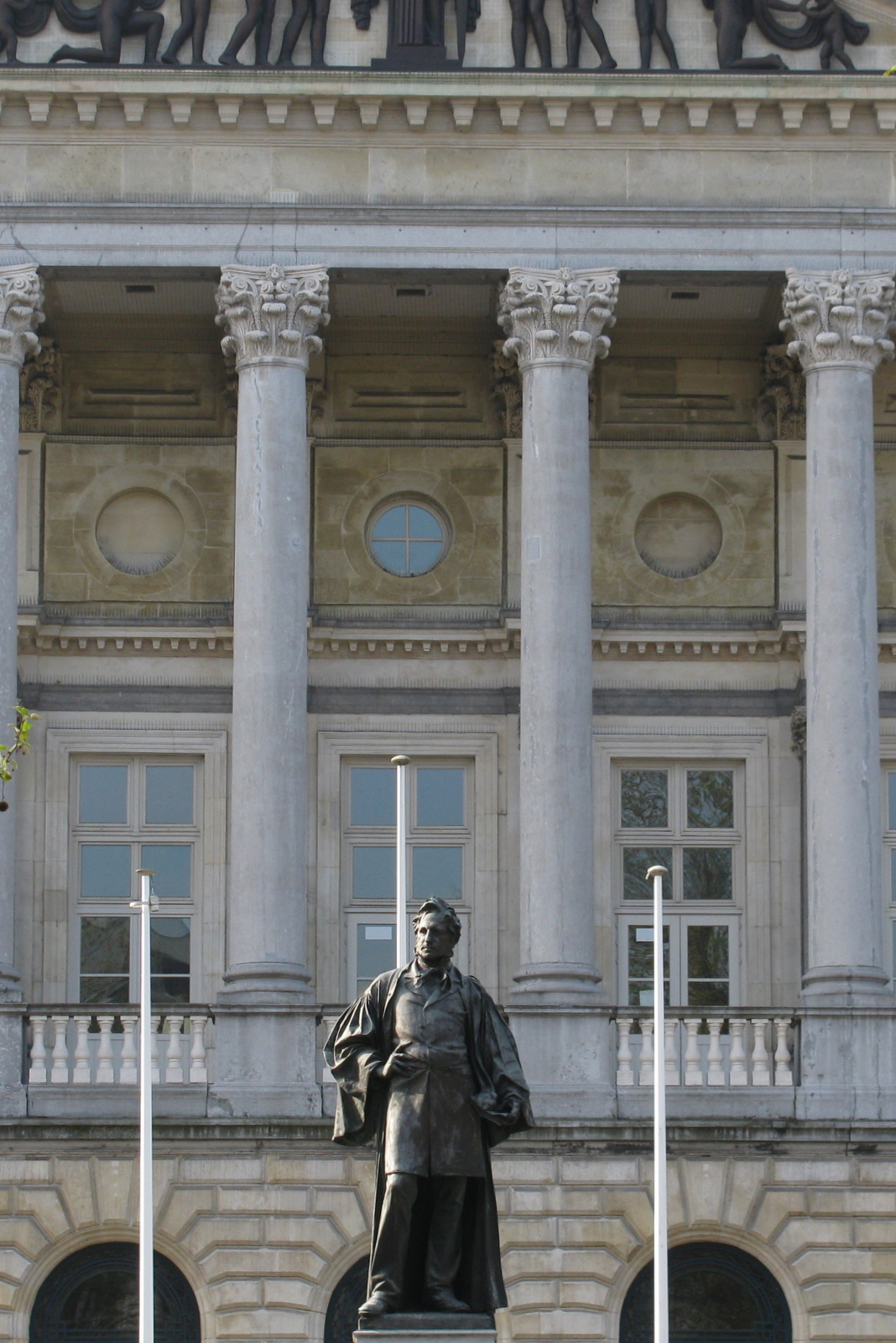
Standbeeld aan het Oud Gerechtsgebouw Gent

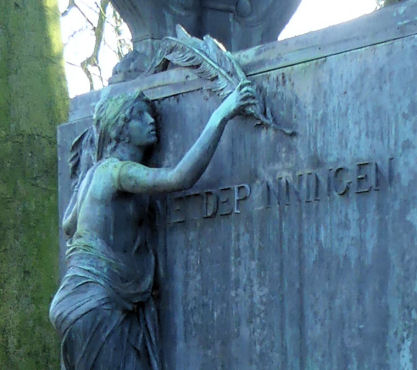
Praalgraf in brons, Westerbegraafplaats door De Vigne.

Hippolyte-Désiré Metdepenningen (Gent, 31 maart 1799 - Gent, 6 oktober 1881) was advocaat en stafhouder aan de balie van Gent. 
Metdepenningen liet zich op 19-jarige leeftijd inschrijven in de nieuw opgerichte Rijksuniversiteit Gent in de Nederlandse provincie Oost-Vlaanderen. Hij was er de eerste afgestudeerde doctor in de Rechten. Na de Belgische Revolutie werd hij de ziel van de orangistische beweging. Hij was ervan overtuigd dat de scheiding tussen Noord en Zuid niet zou blijven duren. Een groot deel van de Gentse burgerij was orangistisch. Willem I der Nederlanden had Gent een universiteit gegeven en een grotere sluis van Terneuzen. 
Na de Belgische afscheuring werd Metdepenningen gemeenteraadslid op de orangistische lijst. In 1846 nam hij deel aan de stichting van de liberale partij. Toen in het revolutiejaar 1848 een aantal regimes in Europa wankelden, hoopte hij ook het Belgische bewind omver te werpen. Maar de orangistische beweging was al te sterk verzwakt en hij trok zich terug uit het politieke leven.
Zijn standbeeld is te bezichtigen voor het Oude Gentse Gerechtsgebouw, dat daar op 20 juni 1886 in alle stilte werd onthuld door een afvaardiging van Belgische, Nederlandse en Franse vrijmetselaars. Hij ligt begraven op de Gentse Westerbegraafplaats.